# Dracaena ombet
Dracaena ombet es una especie de planta perteneciente a la familia de las asparagáceas, anteriormente incluida en las ruscáceas. Se encuentra en África tropical.

## Descripción
Es un árbol que alcanza un tamaño de 2-8 m de altura, con un tronco bifurcado, produce una resina de color rojo. Las hojas forma densas rosetas  en los extremos de las ramas, estas son lineales con una amplia base, de 40-60 x hasta 3 cm, disminuyendo gradualmente hasta la punta que es aguda, gruesa y rígida, con márgenes lisos, planos a cóncavos en la parte superior. La inflorescencia en forma de panícula de  0,5 m de largo, muy ramificada, glabra o pubescente;con brácteas diminutas, ovado-lanceoladas. Tépalos blanquecinos, de 4-6 mm de largo, lineales. Estambres algo más cortos que los tépalos; filamentos aplanados. El fruto en forma de bayas de 10-12 mm de diámetro.

## Distribución
Se encuentra a una altitud de 1000-1800 metros en Yibuti, Eritrea, Etiopía y Sudán.

## Taxonomía
Dracaena ombet fue descrita por Heuglin ex Kotschy & Peyr. y publicado en Plantae tinneanae sive descriptio plantarum in ... 47, en el año 1867.
Etimología
Ver: Dracaena
ombet: epíteto
Sinonimia
- Draco ombet (Heuglin ex Kotschy & Peyr.) Kuntze[4]